# Queso de servilleta
El queso de servilleta (en valenciano formatge de tovalló) es una variedad de queso típica de la Comunidad Valenciana (España). Está protegido con una marca de calidad desde el 23 de diciembre de 2008.

## Características
Este queso está elaborado con leche de vaca, cabra, oveja o la mezcla de ellas. Es de forma cuadrada y globosa con una especie de pezón en la parte superior debido a su proceso de elaboración en el que se prensa y escurre el suero de la leche con una servilleta anudada. Tiene un color que va desde el blanco para los quesos frescos al amarillo claro para los curados con una textura firme, globosa y escasos ojos. Su sabor es ligeramente salado y suave. No suele pesar más de dos quilogramos y se puede apreciar en la corteza la trama dejada por la tela con la que se ha elaborado. 

## Zona geográfica
Este queso es originario de la comarca valenciana de La Costera, mas concreto, de la localidad de La Llosa de Ranes, si bien su producción se ha ido extendiendo y ahora llega a otras comarcas como la Huerta Sur.